# Laura Nader
Laura Nader (Winsted, 16 de fevereiro de 1930) é uma professora universitária de antropologia da Universidade de Berkeley, desde 1960. Ela graduou-se em Estudos Latino-Americanos pelo Wells College de Aurora, NY, em 1952. Recebeu seu Ph.D. em antropologia do Radcliffe College em 1961.  Sua formação incluiu trabalho de campo numa aldeia zapoteca em Oaxaca, México, o que despertou seu interesse pelas leis existentes em várias sociedades. O defensor dos consumidores Ralph Nader, é irmão caçula de  Laura Nader.

## Premiações
- Morgan Spanish Prize, Wells College-Entrevista com Laura Nader
- Wells College Alumnae Award, Wells College
- Radcliffe College Alumnae Award
- Harry Kalven Prize (1995), Law and Society Association-Kalven Prize
- American Anthropological Association, Distinguished Lecture Award (2000), American Anthropological Association-Palestra

## Publicações

### Livros
- Laura Nader; Duane Metzger (1962). Conflict resolution in two Mexican communities. [S.l.]: S.l. : s.n. 10637168
- Laura Nader (1964). The ethnography of law. Stanford, Calif.: Center for Advanced Studies in the Behavioral Sciences. 8869632
- Laura Nader (1964). Talea and Juquila; a comparison of Zapotec social organization. [S.l.]: University of California Press. 2958459
- Laura Nader (1965). The ethnography of law. Menasha, Wisconsin: American Anthropological Association. 3075225
- Laura Nader; Wenner-Gren Foundation for Anthropological Research (1969). Law in culture and society. Chicago: Aldine Publishing Company. 59266
- Laura Nader; Thomas Maretzki; Center for Advanced Study in the Behavioral Sciences (Stanford, Calif.) (1973). Cultural illness and health; essays in human adaptation. Washington: American Anthropological Association. 741222
- Laura Nader; University of California, Berkeley. Dept. of Anthropology (1976). The Kroeber Islanders ; a handbook of anthropology at Berkeley. [S.l.]: University of California, Dept. of Anthropology. 29557308
- Laura Nader (1977). The problem of order in a faceless society. [S.l.]: s.l. : s.n. 4865456
- Laura Nader; Harry F Todd (1978). The Disputing process : law in ten societies. New York: Columbia University Press. ISBN 0231045360
- Laura Nader (Jul. 1980). Energy Choices in a Democratic Society. [S.l.]: National Academy of Sciences. ISBN 0309030455
- Laura Nader (agosto de 1981). No Access to Law: Alternatives to the American Judicial System. [S.l.]: Academic Press. ISBN 0125135629
- Gary B Melton; Laura Nader (1986). The law as a behavioral instrument. [S.l.]: University of Nebraska Press. ISBN 0803231008
- Laura Nader (1990). Harmony ideology : justice and control in a Zapotec mountain village. [S.l.]: Stanford University Press. ISBN 0804718091
- Laura Nader (1992). The Cheyenne way : conflict and case law in primitive jurisprudence : K.N. LLewellyn and E. Adamson Hoebel : notes from the editors. Delran, New Jersey: The Legal Classics Library. 28897832
- Laura Nader (1994). Essays on controlling processes. Berkeley, CA: Kroeber Anthropological Society. 31980852 –Reimpresso em 1996 (36139409), 2002 (50922612) e 2005 (68178289).
- Laura Nader (1996). Naked science : anthropological inquiry into boundaries, power, and knowledge. New York: Routledge. ISBN 0415914647
- Laura Nader (1997). Law in culture and society. [S.l.]: University of California Press. ISBN 0520208331
- Laura Nader (2002). The life of the law : anthropological projects. [S.l.]: University of California Press. ISBN 0520229886 –Reimpresso em 2005 (ISBN 0520231635). Verifique |isbn= (ajuda)